# Apolda
Apolda (pronunciación en alemán: /aˈpɔlda/ⓘ) es una ciudad alemana del estado de Turingia. Tiene una población estimada, a fines de 2020, de 22 209 habitantes.
Es la mayor ciudad en el distrito de Weimarer Land. 
La raza de perro dobermann fue creada en Apolda y debido a ello se ha erigido un monumento aquí. 

## Organización administrativa

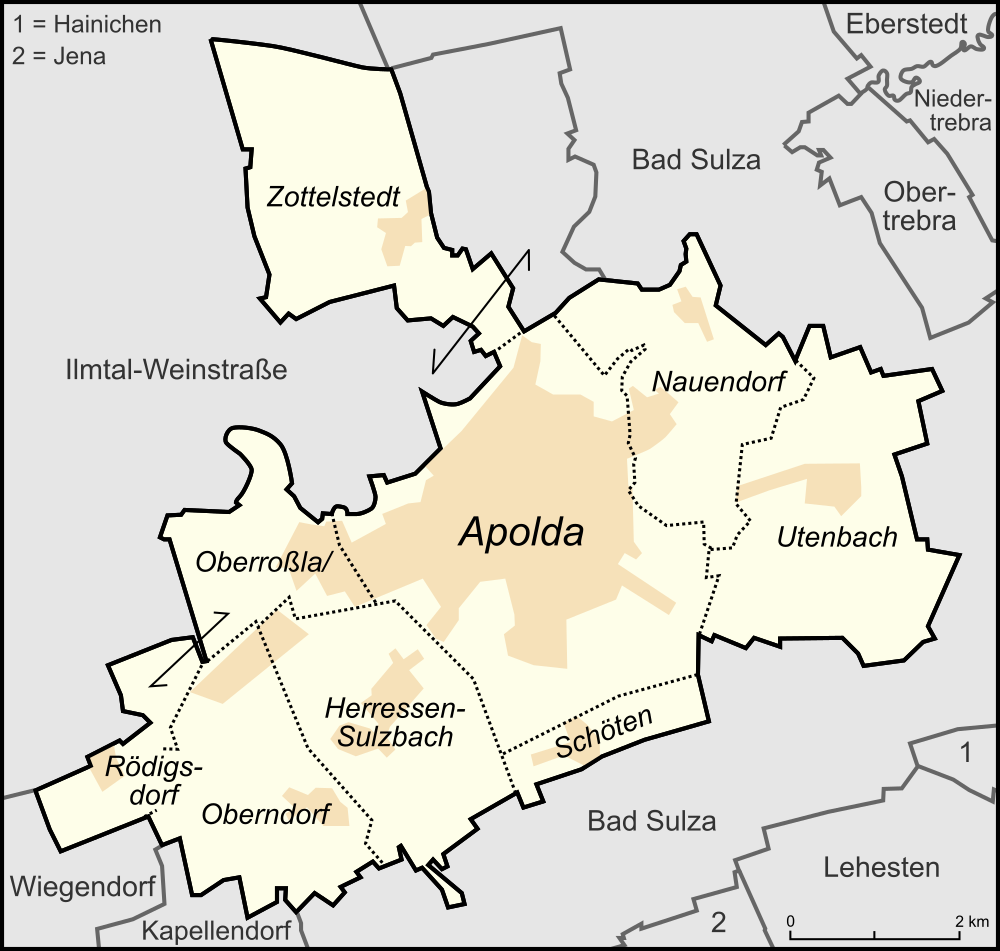
Pedanías de Apolda

Apolda está dividida en nueve zonas. Una corresponde al área urbana y las otras pedanías (Ortschaft) son:
- Herressen-Sulzbach
- Nauendorf
- Oberndorf
- Oberroßla
- Rödigsdorf
- Schöten
- Utenbach
- Zottelstedt

## Lugares de interés
Los principales son:
- Iglesia de San Martín (1119), con detalles de estilos románico, gótico y barroco.
- Ayuntamiento (1558-1559), de estilo renancentista.
- Castillo (siglos XVI-XVII)
- Viaducto del ferrocarril (1845-1846)
- Edificio de la fábrica Zimmermann  (1880-1882)
- Iglesia luterana (1894)
- Iglesia de San Bonifacio (1894)

## Ciudades hermanadas
- Seclin (Francia, desde 1963).
- Mark (Suecia, desde 1994).
- Rapid City (Estados Unidos, desde 1994).